# حي البعث (الكرامة)
حي الكرامة أحد أحياء مدينة حماة في سوريا يقع بالجهة الشمالية الغربية من مدينة حماة.
يتصف هذا الحي بصفاء هوائه والهدوء والسكينة وفيه مزيج رائع من أهالي حماة، إذ أنه حي حديث الولادة بدأت الحياة تدب في أرجائه عام 1998، ويكمن سر جماله أن مبانيه كلها بنيت بفارق أشهر عن بعضها. تم إنشاء الأبنية من الإسمنت المسلح وكُسيت بالحجر الطبيعي الأبيض. يشتهر الحي بشوارعه العريضة وحدائقه وساحات اللعب للأطفال. يتوسطه مقسم للإتصالات ومسجد الشيخ سعيد الجابي وسوق تجاري. وفي جنوب الحي مسجد الفرقان، كما أنه يحوي عدد لا بأس فيه من المدارس والمعاهد. تم تخطيط الحي على شكل رأس نسر.